# Кампанья-Лупия
Кампанья-Лупия (итал. Campagna Lupia) — коммуна в Италии, располагается в провинции Венеция области Венеция.
Население составляет 6288 человек, плотность населения составляет 72 чел./км². Занимает площадь 87 км². Почтовый индекс — 30010. Телефонный код — 041.
Покровителями коммуны почитаются святые апостолы Пётр и Павел, празднование 29 июня.